# 米澤新聞
米澤新聞（よねざわしんぶん）は、山形県置賜地方の米沢市に所在した、1879年（明治12年）2月創刊のローカル新聞社である。
2021年（令和3年）10月27日付で廃刊した。発行部数は2000年時点で約14,000部となっている。

## 沿革
創刊は1879年（明治12年）。太平洋戦争に伴う新聞の統合令で一旦休刊した後、1945年（昭和20年）に復刊。米沢市・南陽市・長井市など置賜地方3市5町の自治体を主要な対象地域として朝刊専売（1日につき4～8ページ立て）で発行され、記事は置賜地方に関連するものでほとんどを占めていた。また、毎年7月末に松川河川敷で開催する「東北花火大会」を主催していた。
戦時統合の経緯から山形新聞と関係があったが、2000年代に入り朝日新聞との関係が強くなり、2002年（平成14年）頃、新聞販売店も毎日新聞から朝日新聞の複合店に変更となった。放送メディアでは2013年（平成25年）3月に亡くなるまで社長を務めた清野幸男が、山形テレビ（YTS）の大株主で社外取締役であったことから、米澤新聞主催行事の模様がYTSの特別番組として放送されることもあった。その一方、地元ケーブルテレビ局であるニューメディア（NCV）との関係はほとんどなく、テレビ欄でコミュニティチャンネルの番組表が掲載されることもなかった。このため、NCVが独自に月間番組表を折込広告形式で配布している。
2021年（令和3年）10月27日、新型コロナウイルス禍の不況に伴う経営悪化に加え、10月上旬に保刈正男社長が死去した影響などで新聞の製作が困難になったとし、同日発行の第26915号を以っての休刊を発表。すべての事業を停止した。2022年（令和4年）1月12日に山形地方裁判所米沢支部に自己破産を申請し、同年1月27日に破産手続開始決定を受けた。負債総額は約4億1000万円。

## 事業所
- 本社／山形県米沢市門東町3丁目3-7
- 山形支社／山形県山形市松波2丁目8-1
- 東京支社／埼玉県飯能市稲荷町5番地7号